# آرامگاه ابن بابویه

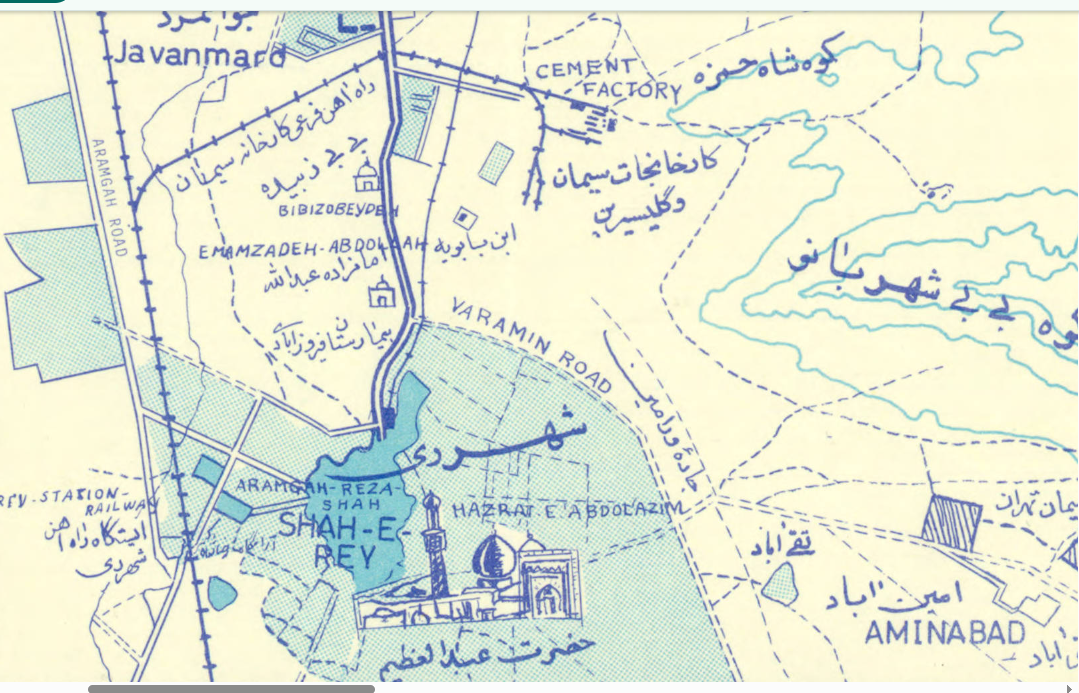
آرامگاه ابن بابویه (مرکز) در نقشه شهر ری و حومه در سال ۱۳۴۶ خورشیدی

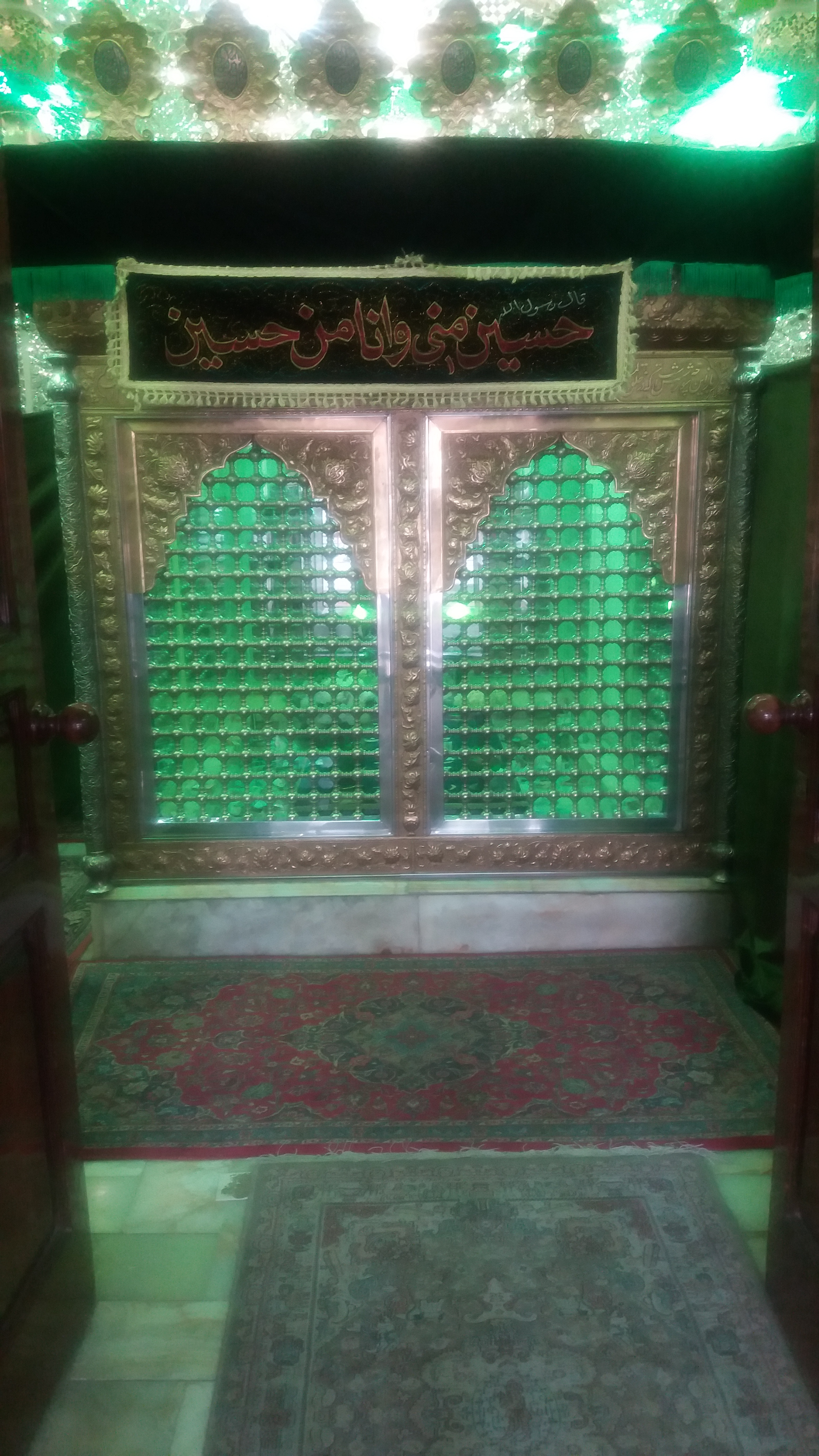
ضریح آرامگاه شیخ صدوق (آرامگاه ابن بابویه) - گورستان ابن بابویه - آبان ۱۳۹۴

بقعه ابن بابَویه یا آرامگاه شیخ صدوق مربوط به دوره قاجار است و در ری، خیابان ابن بابویه واقع شده و این اثر در تاریخ ۵ دی ۱۳۷۵ با شمارهٔ ثبت ۱۸۱۶ به‌عنوان یکی از آثار ملی ایران به ثبت رسیده است.
این مکان به مدفن شیخ صدوق منسوب است و گورستان ابن‌بابویه نیز پیرامون آن ساخته شده است.
ایستگاه مترو ابن بابویه متعلق به خط ۶ متروی تهران در همین منطقه در دست احداث است.